# Arabgalopp
Arabgalopp är galoppsport med hästar av arabisk fullblodsras. 
I Skandinavien organiseras sporten av Scandinavian Arabian Racing Association. Tävlingarna arrangeras av de respektive galoppbanorna i varje land med respektive lands galoppförbund som huvudman. Internationellt är sporten störst i Turkiet, Förenade Arabemiraten, Frankrike, Polen, Tunisien och USA. Sportens internationella organisation är The International Federation of Arabian Horse Racing Authorities - IFAHR.